# Yelizavétovskoye gorodishche
Yelizavétovskoye gorodishche (del ruso: Елизаветовское городище) es un yacimiento arqueológico que contiene los restos de un antiguo asentamiento cerca de la stanitsa Yelizavétinskaya del raión de Azov del óblast de Rostov del sur de Rusia. Se halla en el delta del Don, a unos 4 km de Rostov del Don, junto al suburbio Gorodishche de la ciudad. Estuvo habitado entre los siglos VI y III a. C..

## Historia
Entre los siglos VI y V a. C. en la región hay una variante local de la cultura escita que es la que funda el asentamiento. Probablemente sería fundada tras la campaña de Darío I. Inicialmente sería un campamento estacional de los nómadas, pero en el siglo V a. C. se observa que parte de la extensión de la ciudad era ocupada por población seminómada, aunque faltan construcciones de este momento. A finales del siglo IV a. C. bajo el influjo del comercio griego el asentamiento se ha convirtió en semisedentario y progresivamente en ciudad. La posición privilegiada permitió a los nómadas controlar las rutas esenciales del comercio que pabasan por el Bajo Don.
En la segunda mitad del siglo IV a. C., Yelizavétovskoye gorodishche era la mayor ciudad del nordeste del Azov. Era un centro considerable de la agricultura, la pesca y el artesanado. A través de la ciudad se realizaba el comercio entre los griegos del Bósforo y las tribus del Don. En este momento se instala en la ciudad una pequeña colonia de griegos, algo parecido a un emporio separado griego.
El asentamiento ha dejado de habitarse entre los siglos IV y III a. C, según las evidencias por los discordias intestinas sangrientas que ocurrieron en el Reino del Bósforo, que atrajeron a las tribus nómadas vecinas.
La última etapa de la historia de la ocupación de Yelizavétovskoye gorodishche, a finales de la primera década del siglo III a. C., consiste en la ocupación del territorio de la ciudad abandonada y la construcción de un emporio griego. La parte central de la ciudad abandonada era cubierta de viviendas económicas con base en un plan único, creadas según la técnica griega con zócalos de piedra y paredes de tierra. Pero su existencia fue breve, pues fue tomada por Perisades II en los años 270-260 a. C. como resultado de la derrota militar ante el avance de las tribus sármatas en el territorio de Escitia. Poco después se fundaría la vecina Tanais.

## Datos arqueológicos
Según las diversas investigaciones, se estima que el área de la ciudad está entre las 40 y las 55 ha. Tiene forma de trapecio. En el plano de la ciudad se distinguen varios elementos.
- La ciudad cuenta con dos cinturones defensivos, cada uno de ello construido por un foso y terraplenes.
- La localidad se halla dispuesta a lo largo del antiguo lecho del río Don lo que condiciona la distribución de la ciudad.
- La acrópolis es la zona central elevada de la ciudad, con una superficie de 12 ha.
- Los kurganes y sepulcros, el más famoso es el de los "Cinco Hermanos" (Пять братьев),[4][5] donde se enconstró un enterramiento no alterado de un zar escita del siglo IV a. C.

Se han realizado excavaciones desde 1824. La potencia más grande de las estratificaciones con rastros de cultura es de 2.5 a 3 m, es en ela acrópolis. Desde 1964 se realizan anualmente expediciones arqueológicas. Desde 1994 las investigaciones las dirige el arqueólogo ruso Víktor Kopylov y I. V. Brashinski, que consiguieron conservar la metodología de las excavaciones llevadas a cabo a principios del siglo XX por el arqueólogo ruso A. A. Miler. Desde 2009 se excavaron cerca de 2 ha.

## Datos étnicos
Según los investigadores, la población de la ciudad pudo haber sido sármata, escita, meota o mixta, aunque Brashinski, Kopylov, Marchenko y Zhitnikov son partidarios de que la etnia predominante es la escita. Se considera que en la ciudad en dos momentos hubo colonias griegas: una primera vez en la segunda mitad del siglo IV a. C. y una segunda en el primer tercio del siglo III a. C., cuyos restos aparecen en la zona de la acrópolis y está vinculada a la presencia del Reino del Bósforo.